# Así habló Zaratustra
Así habló Zaratustra. Un libro para todos y para nadie (título original en alemán: Also sprach Zarathustra. Ein Buch für Alle und Keinen) es un libro escrito por el filósofo alemán Friedrich Nietzsche entre 1883 y 1885 considerado su obra maestra.
La obra contiene las principales ideas de Nietzsche, expresadas de forma poética: está compuesta por una serie de relatos y discursos que ponen en el centro de atención algunos hechos y reflexiones de un profeta llamado Zaratustra, personaje inspirado en Zoroastro, fundador del mazdeísmo o zoroastrismo. Compuesta principalmente por cuatro partes, de la cual se subdividen en episodios, así entonces a través de diálogos del profeta Zaratustra desarrolla su pensamiento con otros personajes y diferentes circunstancias, expresando la filosofía de Nietzsche en sus relatos.

## Estructura de la obra
La idea inicial de Nietzsche era estructurar el libro en tres partes, que vieron la luz a lo largo de 1883 y principios de 1884: el primer volumen fue escrito entre el 1 y el 10 de febrero, el segundo del 26 de junio al 6 de julio y el tercero entre el 8 y el 20 de enero. Tiempo después, en 1885, Nietzsche decidió editar una cuarta parte de Así habló Zaratustra, originalmente destinada a ser la primera parte de una nueva obra, Mediodía y eternidad, compuesta a su vez por tres volúmenes, que nunca llegó a completarse. Esta cuarta parte permaneció circunscrita al círculo de amistades del autor ―que realizó una edición privada de 40 ejemplares― hasta su publicación en 1890. La obra completa en un volumen único, tal cual la conocemos en la actualidad, no fue publicada sino hasta 1895.
La primera parte de la crónica es una exposición de las opiniones fundamentales que se personifican en la vivencia literaria del profeta. Así hace su primera presentación del Übermensch ('superhombre' o 'suprahombre') y del anatema a las corrientes morales en las que se incluyen las religiosas de su época. En el desarrollo de la obra, la segunda y tercera parte se centran tanto en las conductas del personaje como el matiz histriónico de la doctrina. Zaratustra se hace más un profeta de «tablas nuevas» que un mero eremita que «da regalos a los hombres».

## Temática
Como un recurso literario, Nietzsche emplea una imaginaria versión de Zaratustra, que no representa al personaje histórico pero le sirve como portavoz y símbolo de las ideas principales sobre las que se asienta toda su obra y que son exhaustivamente tratadas a lo largo de este libro: la muerte de Dios, el Übermensch, la voluntad de poder y (definido por primera vez, aunque no desarrollado explícitamente) el eterno retorno de la vida.
Se presenta como el profeta supremo, superior en sabiduría y conocimiento al resto de los humanos. Nietzsche lo emplea como contraposición a la doctrina de la Iglesia católica, a la que considera heredera de Sócrates en cuanto a la manera de entender la vida. Zaratustra fue escogido por el autor como ejemplo de la filosofía presocrática, para explicar su teoría del Übermensch, vitalista y naturalista, y para reivindicar la aceptación de los aspectos negativos y positivos de la vida. En definitiva, para proponer una actitud de aceptación de la vida en su plenitud y negación del más allá, que en su opinión era la causa de la debilidad humana.
Zaratustra es un ermitaño que vive recluido en la montaña, donde a lo largo de su retiro reflexiona sobre la vida y la naturaleza del hombre. Una vez siente que es el momento adecuado, decide regresar al mundo para comunicarle el fruto de su conocimiento. Esto queda patente al principio del prólogo con la frase:

Estoy hastiado de mi sabiduría como la abeja que ha recogido demasiada miel, tengo necesidad de manos que se extiendan.

En cierto modo, y como recursiva referencia a la Biblia y la tradición cristiana, presente a lo largo de toda la obra, Zaratustra es un mesías que lleva al hombre la noticia de su salvación; y al igual que Juan el Bautista anunció la llegada de Jesús, Zaratustra proclama el advenimiento del Übermensch.
Es evidente desde el principio el parangón que Nietzsche hace de sí mismo, proyectado sobre la figura del profeta Zaratustra. Siente la necesidad de transmitir su conocimiento al mundo, para lo cual escribe un libro. De modo similar, en su afán comunicador Zaratustra desciende de la montaña y se mezcla con el pueblo.

### Muerte de Dios
Aunque el argumento principal es el del Übermensch, Nietzsche considera la muerte de Dios un requisito previo a su concepción. En el capítulo De la virtud que hace regalos escribe:

Muertos están todos los dioses, ahora queremos que viva el superhombre.

La noticia de la muerte de Dios es la primera enseñanza de Zaratustra, metafóricamente el pilar sobre el que se sustenta la construcción del Übermensch. En el primer encuentro que Zaratustra mantiene apenas abandonado su retiro en la montaña, con el que resulta ser un religioso, se sorprende:

¡Será posible! ¡Este viejo santo en su bosque no ha oído todavía nada de que Dios ha muerto!

La muerte de Dios supone el momento en que el hombre ha alcanzado la madurez necesaria para prescindir de un dios que establezca las pautas y los límites a la naturaleza humana, o sea, la moral. La moral va inextricablemente ligada a lo irracional, a las creencias infundadas, o más bien inferidas, es decir, a Dios en el sentido de que la moral emana de la religiosidad, de la fe axiomática, de la pérdida colectiva de juicio crítico en pos del interés de los poderosos y el fanatismo de la plebe. Valga decir que en la filosofía nihilista y en muchos autores que reciben esta catalogación, les sea digna o no, se dan esta clase de modelos conceptuales en los que se reducen o explican valores y nociones tradicionales bajo otros valores de categoría moral inversa como la razón, explicada por el instinto, la potestad de Dios encausada en la servidumbre del hombre, etc. Para Nietzsche la moral ha de ser sustituida por la verdad, es decir, el hombre al servicio de sí mismo, su naturaleza: entregado a la consumación de su propia existencia.
Escribe Nietzsche en Ecce homo, acerca de este tema:

La autosuperación de moral por veracidad, la autosuperación del moralista en su antítesis, es lo que significa en mi boca el nombre Zaratustra.
Nietzsche

Refiriéndose a Así habló Zaratustra, Nietzsche afirma:

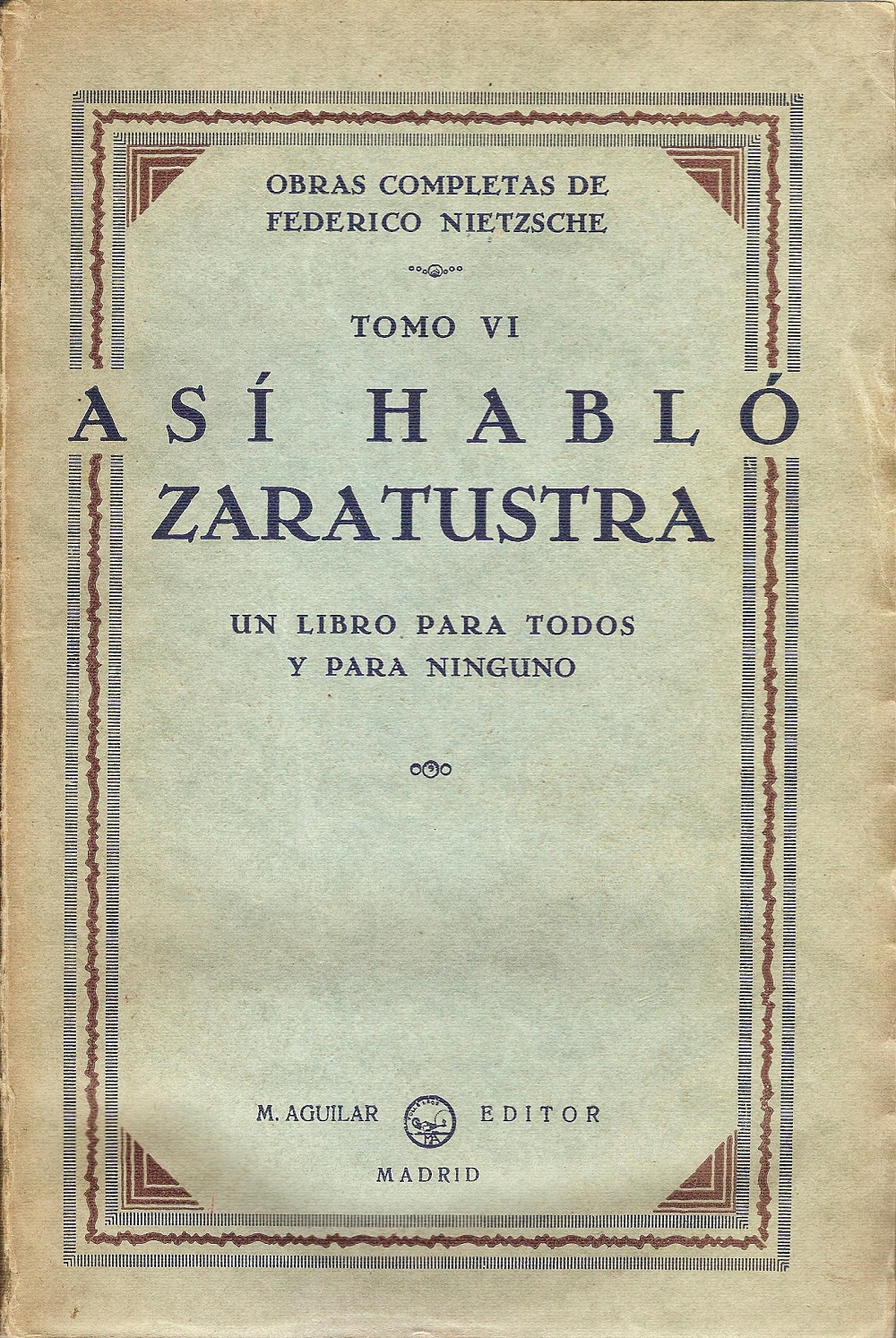
Cubierta de una edición española de 1932. Traducción de Eduardo Ovejero y Maury.

...nacido de la riqueza más íntima de la verdad, un pozo inagotable al que ningún cubo desciende sin subir lleno de oro y de bondad.
Nietzsche

## Nietzsche y Zaratustra
De entre todos los escritos de Nietzsche, es sin duda Así habló Zaratustra el que el autor tiene en más alta estima. Con él cree haber superado toda la literatura preexistente:

Entre mis escritos ocupa mi Zaratustra un lugar aparte. Con él he hecho a la humanidad el regalo más grande que hasta ahora ésta ha recibido. Este libro [...] no es sólo el libro más elevado que existe, [...] es también el libro más profundo, nacido de la riqueza más íntima de la verdad [...].

Puede apreciarse, pues, la especie de naturaleza mesiánica que Nietzsche otorga al Zaratustra ― «el regalo más grande que la humanidad ha recibido»―, precisamente a escasas líneas de haber escrito:

La última cosa que yo pretendería sería «mejorar» a la humanidad.

Esta ambivalencia, que algunos podrían interpretar como ambigüedad o contradicción, es característica de la obra nietzscheana y probablemente constituye un claro ejemplo de la ausencia de términos absolutos que preconiza el autor, los cuales habrían de ser la derivación necesaria de Dios y la moral.
En Ecce homo, su especie de autobiografía, dedica a este libro un capítulo mucho más extenso que al resto, además de referenciarlo e incluso citarlo recurrentemente a lo largo de toda la obra.

## Zaratustra: síntesis
Entre las restantes obras de Nietzsche y este denso volumen en cuatro partes hay una gran diferencia de tono. El espíritu del estilo es poético. Asimismo muestra un elevado lirismo y una gran fantasía. Nietzsche también escribía poesía; y es de hecho considerado uno de los mayores escritores en lengua alemana.
Con la misma intensidad que la atmósfera bíblica se advierten aires orientales. El legendario profeta Zaratustra ―el Zoroastro de los persas― no es elegido por casualidad. Sustentador de la moral del «bien» y del «mal» ha de venir ahora a destruirla, a hacerla entrar en el ocaso y la caducidad definitiva.
El profeta legendario peregrina entre las páginas en medio de extrañas prédicas, acompañado de dos animales simbólicos: el águila y la serpiente. Extraños también son los personajes que se presentan desde el principio y deambulan con sus mensajes. El pueblo en el que Zaratustra predica en el prólogo del libro y al que vuelve en varias ocasiones más es llamado por Nietzsche «la vaca multicolor».
Zaratustra fue históricamente el ordenador primario de los valores del bien y del mal. Ahora ha de ser el «transmutador de esos valores», en una nueva escala inédita en la historia de occidente. No será el hombre el ejecutante. El hombre es algo que debe ser superado, porque es un «ocaso» y un «puente» que debe conducir al Übermensch.
El Übermensch encarnará un nuevo tipo de hombre, del cual en la historia ha habido, en determinadas épocas brillantes y excepcionales, solo «atisbos que lo bosquejaban». El Übermensch ha de ser un hombre desgajado de toda forma de «trasmundo», de todo paradisíaco más allá, de todo mundo celestial. Será fiel a la «tierra», lo que quiere decir, a su destino y a la realidad. La mediocridad de la moral occidental, vigente desde el triunfo del cristianismo, entrará en su definitivo ocaso.
Dios deviene en una figura en extinción. Ya no sustentará falsos valores, escalas erróneas de valores. No uno sino todos los dioses se extinguirán y esa ausencia permitirá al hombre obtener su plenitud. Solo vivirá la vida, y la vida es siempre, cuando no es acallada por la mentira y por la falsa moral, «voluntad de poder». Voluntad de más vida, que ama los hechos tal como son y busca la superación.

## Homenajes
- En 1896, Richard Strauss compuso el poema sinfónico Also sprach Zarathustra.
- El cuarto tiempo de la Tercera sinfonía de Gustav Mahler musica el poema „Oh Mensch!“ («¡Oh, hombre!») de esta obra de Nietzsche para contralto: «¡Oh, hombre! ¡Atento! / ¿Qué dice la profunda medianoche? / Yo dormía, / y de un profundo sueño me desperté: / el mundo es profundo, / y más profundo de lo que el día pensó. // ¡Oh, hombre! ¡Atento! / Profundo es su dolor; / la alegría, / más profunda aún que el sufrimiento: / el dolor dice: ¡Pasa!, / pero toda alegría anhela eternidad, / ¡anhela profunda, profunda eternidad!».
- Inspirada en este libro, y considerada una de sus mejores obras teatrales, Alejandro Jodorowsky escribe y estrena Zaratustra en 1970.[5][6]
- En 1973, la banda italiana Museo Rosenbach publicó Zarathustra, un álbum conceptual inspirado en las ideas de Nietzsche, en especial de este libro.
- En 1992, el psiquiatra Irvin D. Yalom publicó la novela El día que Nietzsche lloró, narrando unos irreales acontecimientos que suceden antaño a la creación de Así habló Zaratustra.
- La pintora rusa Lena Hades (*1959) se inspiró en este libro, en 1996, para pintar un ciclo de pinturas Así habló Zaratustra.[7]
- En 2005, se estrena el ballet Zarathoustra, le chant de la danse, creación de Maurice Béjart, basado en esta obra y con música de Wagner, Beethoven, Strauss y Vivaldi.[8]
- La banda de rock japonesa Good Morning America interpretó, en 2014, la canción «拝啓、ツラツストラ» («Dear Zarthustra»), que se utilizó como el primer final del anime Dragon Ball Kai Majin Boo Hen exclusivamente para su transmisión y venta en Japón. Tanto la letra de la canción como el vídeo promocional hacen referencia a la ideología del libro y a Nietzsche.
- La Compañía Laboratorio, dirigida por Jessica Walker, estrenó en 2018 el espectáculo teatral Así habló Zaratustra que combina pasajes de la obra con elementos de la biografía de Nietzsche.[9]
- En 2019, el dramaturgo Pedro Montalbán Kroebel publicó la obra teatral Un inocente decir sí, Mención especial II Premio Internacional de Dramaturgia Invasora, inspirada en el conocido capítulo De las tres transformaciones de esta obra.[10][11]
- El colectivo teatral Circo interior bruto estrenó una adaptación circense de la obra en 2019.[12]
- En la canción Aniversário de sobriedade del músico brasileño Black Alien se menciona el libro.
- El título del spin-off de JoJo's Bizarre Adventure, Así habló Kishibe Rohan, es una referencia a esta obra pues así como Zaratustra es un alter ego de Nietzsche, Kishibe Rohan es un alter ego del autor del manga Hirohiko Araki.